# Raymond Loewy
Raymond Loewy (ur. 5 listopada 1893 w Paryżu, zm. 14 lipca 1986 w Monako) – amerykański projektant, pionier streamline.

## Życiorys
Studiował na Uniwersytecie Paryskim, następnie w Ecole de Laneau zdobył stopień inżyniera. W czasie I wojny światowej służył w armii francuskiej w stopniu podporucznika. W 1919 roku wyjechał do Ameryki. Stawiając pierwszy krok w Nowym Jorku, posiadał jedynie francuski mundur oraz 50 dolarów. Pracował jako projektant wystaw w Macy's, Saks Fifth Avenue i Bonvit Teller, następnie przez pięć lat jako ilustrator mody w czasopismach „Vogue”, Harper’s Bazaar oraz „Vanity Fair”. W 1929 roku otworzył własne biuro wzornictwa przemysłowego w Nowym Jorku.

## Twórczość

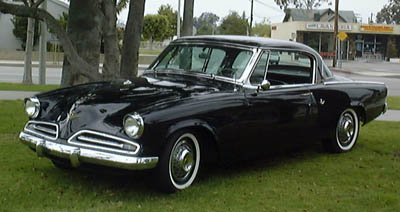
1953 Studebaker Commander Starlight coupe projektu Loewego

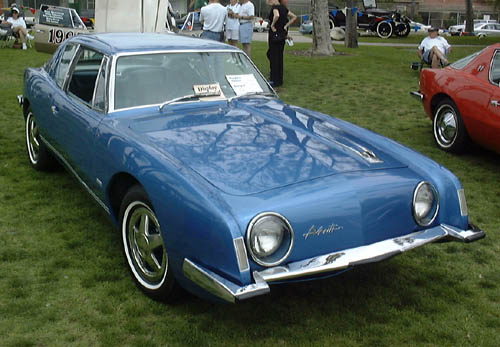
1963 Studebaker Avanti

Loewy był pionierem rewolucyjnego stylu projektowania, zwanego streamline (opływowy). Wykorzystywał obłe linie i aerodynamiczne kształty. Takie traktowanie bryły w latach 30. było nowością. Pierwszą jaskółką zapowiadającą opływowe linie był samochód Hupmobile – nieco mniej kanciasty niż ówczesne pojazdy. Jego ulepszona wersja, wyprodukowana w 1934 roku, miała np. zwężający się tył i przednie światła wbudowane w karoserię.
W tym samym roku przedsiębiorstwo Sears Roebuck wyprodukowało lodówkę Coldspot według jego projektu. Był to pierwszy sprzęt gospodarstwa domowego, którego głównym atutem handlowym był ciekawy wygląd. Począwszy od 1935 roku Loewy otrzymywał zlecenia zmian wystroju wielkich domów handlowych – np. Saks Fifth Avenue.
Zaprojektował aerodynamiczne lokomotywy: K4S (1934), GG-1 (1934) oraz T-1 (1937). Na podstawie swych doświadczeń wydał książkę The New Vision Locomotive.
Następnie skupił uwagę na motoryzacji: stworzył autobus dla Greyhound, dla producenta Studebaker zaprojektował samochód Champion (1947), który był zapowiedzią samochodu w europejskim stylu – Avanti.
Projektował opakowania produktów dla wielkich korporacji: Coca-Coli, Pepsodentu, Shella, Exxonu, British Petroleum. Zaprojektował m.in. opakowanie papierosów Lucky Strike.
W latach 60. i 70. objął stanowisko konsultanta rządu Stanów Zjednoczonych. W tym okresie na zlecenie Johna F. Kennedy’ego zaprojektował wystrój wnętrza samolotu Air Force One oraz wnętrza Skylab dla NASA (1969–1972).
Miał własną filozofię projektowania, MAYA („most advanced, yet acceptable”, czyli „najnowocześniejsze, ale do przyjęcia”).